# کریستین ایلوس
کریستین ایلوس (استونیایی: Kristjan Ilves؛ زادهٔ ۱۰ ژوئن ۱۹۹۶) اسکی‌باز نوردیک ترکیبی اهل استونی است.